# 官园街道
官园街道，是中华人民共和国江西省宜春市袁州区下辖的一个乡镇级行政单位。

## 行政区划
官园街道下辖以下地区：
明月社区、安居社区、桥头社区、官园社区、张家山社区、枣树社区和大塘社区。